# Europese kampioenschappen schaatsen afstanden 2018 - 1500 meter vrouwen
De 1500 meter vrouwen op de Europese kampioenschappen schaatsen 2018 werd gehouden op vrijdag 5 januari in het ijsstadion Kometa in Kolomna, Rusland. Het was de eerste editie van de EK afstanden en de initiële titel ging naar Lotte van Beek.

## Uitslag
| #      | Schaatser                | Land | Tijd    |
| ------ | ------------------------ | ---- | ------- |
| Goud   | Lotte van Beek           | NED  | 1.55,52 |
| Zilver | Jekaterina Sjichova      | RUS  | 1.56,57 |
| Brons  | Marrit Leenstra          | NED  | 1.56,58 |
| 4      | Linda de Vries           | NED  | 1.57,98 |
| 5      | Gabriele Hirschbichler   | GER  | 1.58,18 |
| 6      | Natalia Czerwonka        | POL  | 1.58,38 |
| 7      | Nikola Zdráhalová        | CZE  | 1.59,69 |
| 8      | Roxanne Dufter           | GER  | 1.59,75 |
| 9      | Katarzyna Bachleda-Curuś | POL  | 1.59,76 |
| 10     | Francesca Lollobrigida   | ITA  | 1.59,80 |
| 11     | Joelia Skokova           | RUS  | 2.00,03 |
| 12     | Jelizaveta Kazelina      | RUS  | 2.00,80 |
| 13     | Luiza Złotkowska         | POL  | 2.01,02 |
| 14     | Michelle Uhrig           | GER  | 2.01,47 |
| 15     | Sofie Karoline Haugen    | NOR  | 2.01,52 |
| 16     | Tatjana Michajlova       | BLR  | 2.02,47 |
| 17     | Camilla Lund             | NOR  | 2.02,65 |
| 18     | Francesca Bettrone       | ITA  | 2.02,73 |
| 19     | Saskia Alusalu           | EST  | 2.03,11 |
| 20     | Anne Gulbrandsen         | NOR  | 2.04,94 |
| 21     | Natálie Kerschbaummayr   | CZE  | 2.05,83 |
| 22     | Eliška Dřímalová         | CZE  | 2.07,39 |
| 23     | Gloria Malfatti          | ITA  | 2.07,82 |